# 初夏 (ふきのとうの曲)
「初夏」（しょか）は、ふきのとうが発売した、サードシングル。

## 解説
- 表題曲の「初夏」は、ふきのとうの地元である札幌市のご当地ソングで、歌詞の1番は大通公園の噴水ととうきびワゴン、2番は時計台、3番は地下街と狸小路、地下鉄が登場する。特徴的なリードギターは芳野藤丸。

## 収録曲

### Side A
1. 初夏（4分30秒）
  - 作詞・作曲:山木康世／編曲:瀬尾一三

### Side B
1. 散歩道（2分31秒）
  - 作詞・作曲:細坪基佳／編曲:瀬尾一三